# Avalanche Software
Avalanche Software — игровая студия, которая специализируется на разработке компьютерных игр и дочерняя компания Warner Bros. Games, базирующаяся в Солт-Лейк-Сити, штат Юта. Студия была основана в октябре 1995 года четырьмя программистами, ранее работавшими в Sculptured Software, включая Джона Блэкберна, который является её генеральным директором.
В мае 2005 года игровое подразделение The Walt Disney Company приобрело студию. В последующие десять лет она разрабатывала игры по мотивам продукции Disney, включая Disney Infinity — игру в жанре toys-to-life. В мае 2016 года, из-за упадка рынка игр в жанре toys-to-life, Disney приняла решение закрыть своё игровое подразделение, включая Avalanche Software. Однако в январе 2017 года студию приобрела Warner Bros. Games и возобновила её деятельность.

## История
Avalanche Software была основана четырьмя программистами, ранее работавшими в Sculptured Software, включая Джона Блэкберна. После того, как Sculptured Software была приобретена Acclaim Entertainment, они поддерживали контакт с другим бывшим сотрудником компании, который годом ранее ушёл в Saffire. Четверо разработчиков были заинтересованы в присоединении к Saffire, которая искала программистов для нового проекта, но не хотели ездить в офис компании в Плезант-Гроув. Вместо этого Вместо этого владелец Saffire убедил их основать собственную компанию. Впоследствии Блэкберн и его коллеги основали Avalanche в октябре 1995 года, а сам он стал президентом компании.
19 апреля 2005 года Buena Vista Games (позже — Disney Interactive Studios), издательское подразделение The Walt Disney Company, объявила о приобретении Avalanche за нераскрытую сумму. В ноябре 2006 года Buena Vista Games основала дочернюю студию Avalanche — Fall Line Studio. В январе 2009 года она была объединена с Avalanche.
В январе 2013 года Avalanche представила кроссплатформенную игру Disney Infinity, в которой игрушки оживали на экране. Однако 10 мая 2016 года Disney прекратила поддержку Disney Infinity и закрыла Disney Interactive Studios, включая Avalanche, из-за стагнации рынка интерактивных игрушек и роста затрат на разработку.Многие бывшие сотрудники Avalanche были наняты CastAR для работы в новой студии в Солт-Лейк-Сити.
24 января 2017 года Warner Bros. Interactive Entertainment объявила о приобретении и повторном открытии студии, а Блэкберн вернулся в качестве её генерального директора. Первым проектом обновлённой Avalanche стала игра Cars 3: Driven to Win.
В феврале 2021 года игровой директор Трой Левитт подвергся критике за публикации в социальных сетях, в которых он выражал поддержку культурной апроприации и движению Gamergate. В результате он покинул Avalanche Software и проект Hogwarts Legacy. Левитт утверждал, что его уход не был связан с обвинениями, а Warner Bros. предпочла не комментировать ситуацию.
Hogwarts Legacy вышла 10 февраля 2023 года и стала первой независимой игрой Avalanche после её приобретения Warner Bros. Interactive Entertainment. Эта ролевая игра с открытым миром была издана Portkey Games, принадлежащим Warner Bros. Interactive Entertainment. Официальный анонс состоялся 16 сентября 2020 года на презентации PlayStation 5. Немецкая газета Die Welt назвала игру «звездой вечера».

## Разработанные игры
| Год  | Название                             | Платформа(ы)                                                                                         |
| ---- | ------------------------------------ | --- |
| 1996 | Ultimate Mortal Kombat 3             | Sega Genesis, Super NES                                                                              |
| 1996 | Mortal Kombat Trilogy                | PlayStation                                                                                          |
| 1996 | 2 on 2 Open Ice Challenge            | PlayStation                                                                                          |
| 1997 | Mortal Kombat Mythologies: Sub-Zero  | Nintendo 64                                                                                          |
| 1998 | Off Road Challenge                   | Nintendo 64                                                                                          |
| 1999 | Rampage 2: Universal Tour            | PlayStation, Nintendo 64                                                                             |
| 2000 | Rampage Through Time                 | PlayStation                                                                                          |
| 2000 | Rugrats in Paris: The Movie          | PlayStation, Nintendo 64                                                                             |
| 2000 | Prince of Persia: Arabian Nights     | Dreamcast                                                                                            |
| 2002 | NCAA College Football 2K3            | GameCube, Xbox                                                                                       |
| 2002 | Rugrats: Royal Ransom                | GameCube, PlayStation 2                                                                              |
| 2003 | Tak and the Power of Juju            | GameCube, PlayStation 2                                                                              |
| 2004 | Tak 2: The Staff of Dreams           | GameCube, PlayStation 2, Xbox                                                                        |
| 2005 | Tak: The Great Juju Challenge        | GameCube, PlayStation 2, Xbox                                                                        |
| 2005 | Dragon Ball Z: Sagas                 | GameCube, PlayStation 2, Xbox                                                                        |
| 2005 | Chicken Little                       | GameCube, PlayStation 2, Xbox, Windows                                                               |
| 2006 | 25 to Life                           | PlayStation 2, Xbox, Windows                                                                         |
| 2006 | Chicken Little: Ace in Action        | PlayStation 2, Wii, Windows                                                                          |
| 2007 | Meet the Robinsons                   | GameCube, PlayStation 2, Xbox 360, Wii, Windows                                                      |
| 2007 | Hannah Montana: Spotlight World Tour | PlayStation 2, Wii                                                                                   |
| 2008 | Bolt                                 | PlayStation 2, PlayStation 3, Xbox 360, Wii, Windows                                                 |
| 2010 | Toy Story 3                          | PlayStation 3, Xbox 360, Wii, Windows, Mac OS X                                                      |
| 2011 | Cars 2                               | PlayStation 3, Xbox 360, Wii, Windows, Mac OS X                                                      |
| 2013 | Disney Infinity                      | PlayStation 3, Xbox 360, Wii, Wii U, Windows, iOS                                                    |
| 2014 | Disney Infinity 2.0                  | PlayStation 3, PlayStation 4, Xbox 360, Xbox One, Wii U, PlayStation Vita, Windows, iOS, Android     |
| 2015 | Disney Infinity 3.0                  | PlayStation 3, PlayStation 4, Xbox 360, Xbox One, Wii U, Windows, iOS, Android, Apple TV             |
| 2017 | Cars 3: Driven to Win                | PlayStation 3, PlayStation 4, Xbox 360, Xbox One, Wii U, Nintendo Switch                             |
| 2023 | Hogwarts Legacy                      | PlayStation 4, PlayStation 5, Xbox One, Xbox Series X/S, Nintendo Switch, Nintendo Switch 2, Windows |